# Pycnoscelinae
Pycnoscelinae es una subfamilia de insectos blatodeos de la familia Blaberidae. Esta subfamilia comprende 20 especies divididas en tres géneros.

## Géneros
Los tres géneros de la subfamilia Pycnoscelinae son los siguientes:
- Proscratea
- Pycnoscelus
- Stilpnoblatta

La mayoría de las especies, 14, pertenecen al género Pycnoscelus.